# Артур (тропічний шторм, 2008)
Тропічний шторм «Артур» (англ. Tropical Storm Arthur)  – перший з тропічних циклонів , що досяг рівня тропічного шторму в сезоні атлантичних ураганів 2008 року.
Артур відкрив сезон 2008 року на два дні раніше встановленого терміну, сформувавшись в західній частині Карибського моря з двох теплих повітряних хвиль і залишків тропічного шторму Альма з басейну тихоокеанських ураганів . Новоутворена улоговина низького тиску пройшла над ділянкою моря і, різко посиливши власну конвективную систему , 31 травня 2008 року в фазі тропічного шторму вторглася на територію Белізу . Артур став причиною сильних дощів, що призвели до повеней, в результаті яких загинуло дев'ять осіб і постраждало понад сто тисяч жителів Белізу. Збиток від проходження тропічного шторму Артур оцінюється в 78 млн доларів США.

## Метеорологічна історія

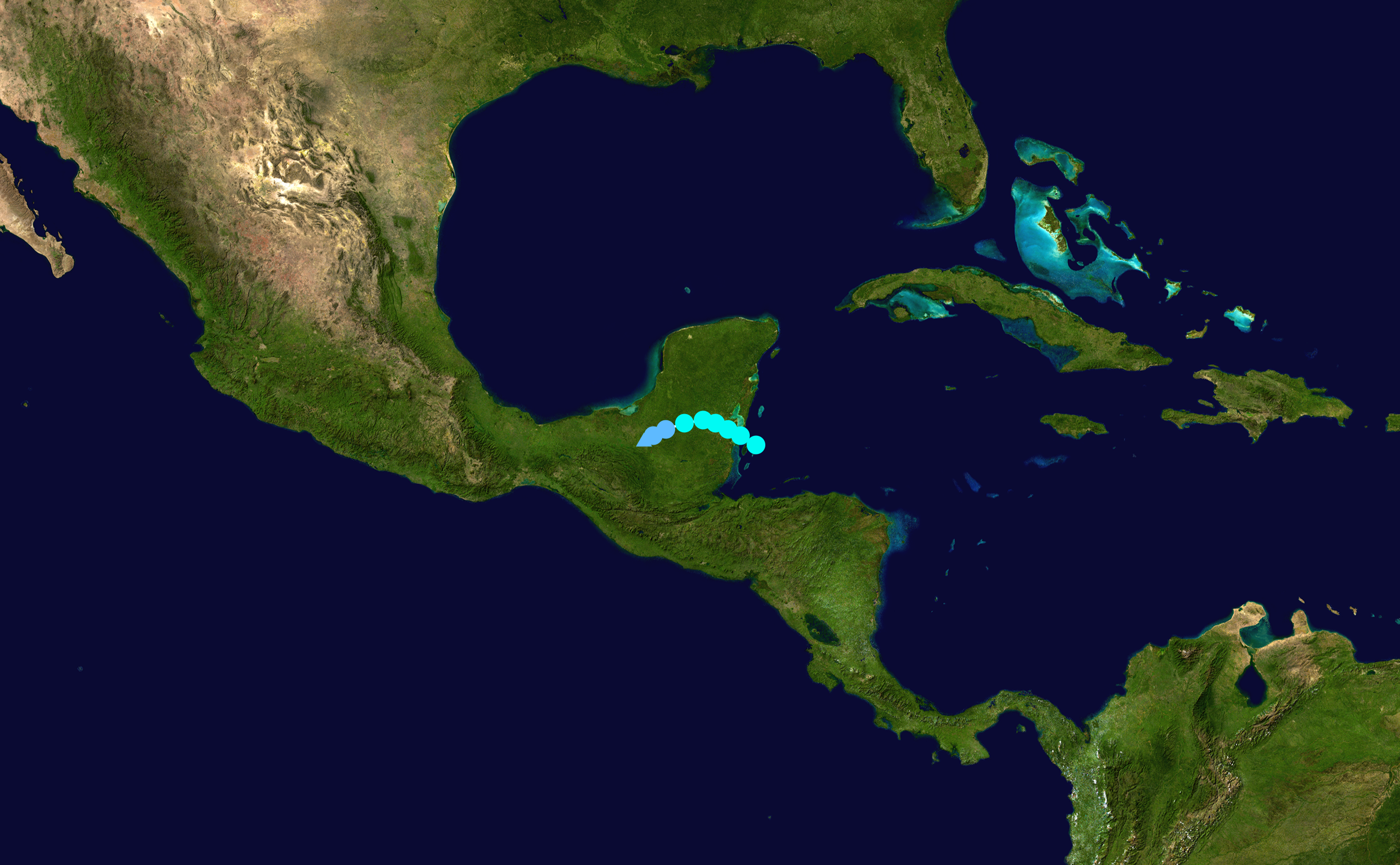
Траєкторія руху Тропічного шторму Артур

29 травня 2008 року територія західної частини Карибського моря піддалася сильному атмосферного обуренню, викликаному двома тропічними хвилями і периферією тропічного шторму Альма , що знаходився в східній частині Тихого океану . Три повітряних фронту породили широку улоговину низького тиску з добре сформованою групою конвекційних потоків. На наступний день шторм Альма обрушився на західне узбережжя Нікарагуа , додатково насичуючи регіон вологістю внаслідок сильних тропічних дощів. Даний факт укупі з перебуванням області низького тиску над акваторією теплих вод Карибського моря привів до її різкого розвитку і поширенню на території від прибережної частини Гондурасудо південної частини Кайманових островів з подальшим утворенням сильних конвективних потоків в південно-східній частині улоговини.
31 травня тропічний шторм Альма розсіявся над прибережною територією Белізу, залишки шторму виродилися в область з атмосферним тиском в 753 міліметра ртутного стовпа . Верхня частина улоговини при цьому перебувала над затоки Гондурасу. Подальша швидкість розвитку циклону була настільки стрімкою, що вже в першій половині доби 31 травня метеосупутники і метеорологічні буї Національного управління океанічних і атмосферних досліджень США зафіксували стійку швидкість вітру поблизу мексиканського міста Четумаль , відповідну штормовому показником. Циклону відразу, минаючи статус тропічної депресії, був призначений статус тропічного шторму з присвоєнням першого імені Артур в сезоні атлантичних ураганів 2008 року. Центр шторму при цьому перебував у 72 кілометрах на північний північний захід від міста Беліз. В результаті подальшого аналізу фахівці Національного центру прогнозування ураганів США (NHC) встановили, що циклон перейшов у фазу тропічного шторму на 12 годин раніше, тобто в ніч з 30 на 31 травня, і мав на той час стійку швидкість вітру в 75 км/год.
Подальший  рух тропічного шторму відбувалося в північно-західному напрямку зі швидкістю 13 км / год, атмосферний тиск у центрі стихії при цьому становило 753,8 міліметрів ртутного стовпа, а постійна швидкість вітру в циклоні впала до 65 км / ч. Вітрові потоки шторму зосередилися головним чином над водною поверхнею в східній і північно-східній частині атмосферного обурення. Незважаючи на те, що Артур вступив на територію суші, він зберігав досить добре організовану структуру конвекційних мас аж до 5 години вечора 31 травня.
Надалі над територією півострова Юкатан стали утворюватися нові групи конвекційних потоків тоді, як зміщення самого шторму відбувалося під впливом антициклону над Мексиканською затокою. Пов'язаний з циклоном фронт грозовий хмарності відокремився від центру циркуляції повітряних мас, а сам шторм на короткий час різко знизив власну активність. Артур ще раз посилився до пікових значень швидкості вітру в ніч на 1 червня, а на початку доби його центр поводження був уже важко розрізняються внаслідок практично повної дезорганізації структури циклону.
Проте, Артур перебував у фазі тропічного шторму ще 24 години, після чого до початку 2 червня перейшов у стадію тропічної депресії. Протягом доби 2 червня депресія Артур майже повністю втратила власну конвективную систему, повернула вектор руху на південно-західний і до моменту виходу на східне узбережжя Тихого океану розформували в звичайну область зниженого тиску. Остання синоптична зведення по Тропічному шторму Артур була випущена Національним центром прогнозування ураганів США в ніч з 1 на 2 червня 2008 року.

## Підготовка та наслідки

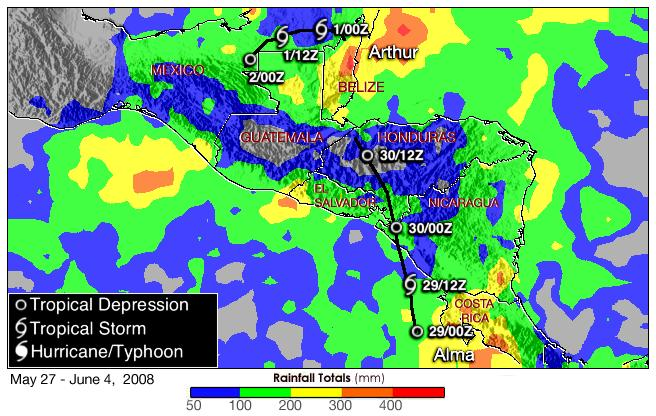
Карта опадів Тропічних штормів Артур і Альма

При підході тропічного шторму Артур були закриті морські порти в мексиканській провінції Кінтана-Роо , на острові Косумель в містах Ісла-Мухерес і Четумаль;  жителям прибережних районів було рекомендовано вжити всіх необхідних заходів обережності. В інших портах східного узбережжя Мексики була введена заборона на вихід у відкрите море для середніх і малих суден. О 17 годині місцевого часом 31 травня влада оголосили штормове попередження для всієї ділянки морського узбережжя від Белізу до мексиканського Кабо-Каточе, що діяло аж до переходу шторму в фазу тропічної депресії (15 годин за місцевим часом 1 червня).
Тропічний циклон пройшовся дощами на південь від міста Беліз і викликав сильний прибій на острові Амбергріз. Морське хвилювання змусило владу закрити два з трьох портів Мексики, які є основними перевалочними базами нафтоекспорту. Залишки тропічного шторму Артурукупі з проливними дощами нещодавнього тихоокеанського тропічного шторму Альма викликали підйом річок в південній і північній частинах Белізу, що призвело до локальних повеней в даних районах. В цілому від обох штормів в Белізі випало до 250 міліметрів опадів. В результаті виниклих паводків був пошкоджений один автомобільний міст, а кілька інших мостів і автомобільна магістраль взагалі зникли під водою. Під загрозою повені одна з сіл країни була повністю евакуйована, в поселеннях Корозал і Оріндж-Уолк відкрили спеціальні притулки на випадок проходження тропічних стихій. Виходячи з міркувань безпеки, при підході шторму в сільській місцевості по всій країні було відключено електропостачання. Проливні дощі і виник слідом паводок заподіяли шкоду плантаціям папаї, рису і фермам з розведення креветок. В цілому від стихії, що розгулялася в країні постраждало понад сто тисяч чоловік, загинуло дев'ятеро людей, в тому числі п'ятеро - безпосередньо від удару тропічного шторму Артур. У місцях лиха працювали пошукові служби, які брали вертольоти Великої Британії, ще один вертоліт для доставки вантажів в постраждалі від повені райони виділив уряд Мексики. Прем'єр-міністр Белізу Дін Барроу спеціальним розпорядженням оголосив зоною лиха населений район Стан-Крік-Валі. Сумарний збиток, нанесений Белізу Тропічним штормом Артур оцінюється в 78 мільйонів доларів США.